# Шишкіно (Воскресенський район)
Шишкіно (рос. Шишкино) — присілок в Воскресенському районі Нижньогородської області Російської Федерації.
Населення становить 67 осіб. Входить до складу муніципального утворення Благовєщенська сільрада.

## Історія
Від 2009 року входить до складу муніципального утворення Благовєщенська сільрада.

## Населення
| 1999 | 2002 | 2010 |
| ---- | ---- | ---- |
| 71   | ↘69  | ↘67  |